# Charles Louis de Maere
Charles Louis de Maere (Sint-Niklaas, 5 december 1802 - Gent, 8 september 1885) was een Zuid-Nederlandse ondernemer, dichter en componist. Hij werd vooral bekend door zijn succesvol ondernemerschap in Sint-Niklaas en in Twente.

## Levensloop
Jonkheer Charles Louis de Maere was persoonlijk bevriend met de Nederlandse kroonprins Willem Frederik George Lodewijk van Oranje-Nassau (1792-1849), de latere koning Willem II der Nederlanden. In 1830 scheidde België zich door middel van de Belgische Revolutie af van het Koninkrijk der Nederlanden. In dat jaar besloot de orangist de Maere naar het noordelijk deel van het Koninkrijk der Nederlanden uit te wijken. Hij verplaatste zijn bontweverij van fijne linnen stoffen naar Hengelo. Daar had hij in 1832, in logement De Ster, een toevallige ontmoeting met Willem de Clercq en Thomas Ainsworth die belangrijk zou zijn voor de ontwikkeling van de textielindustrie. In 1832 stichtte hij in Enschede de fabriek en villa Schuttersveld en het landgoed Nieuwlust. In 1839 verkreeg hij de Nederlandse nationaliteit en in 1842 werd hij in de Nederlandse adelstand verheven. Zijn wapenspreuk luidde: 'Honneur et Travail'. In 1847 droeg hij zijn dichtbundel Fleur de Bruyères op aan koning Willem II. In 1856 keerde hij naar België terug. In 1871 verkreeg hij inlijving bij de Belgische adel, met een erfelijke baronstitel.

## Betekenis voor Twente

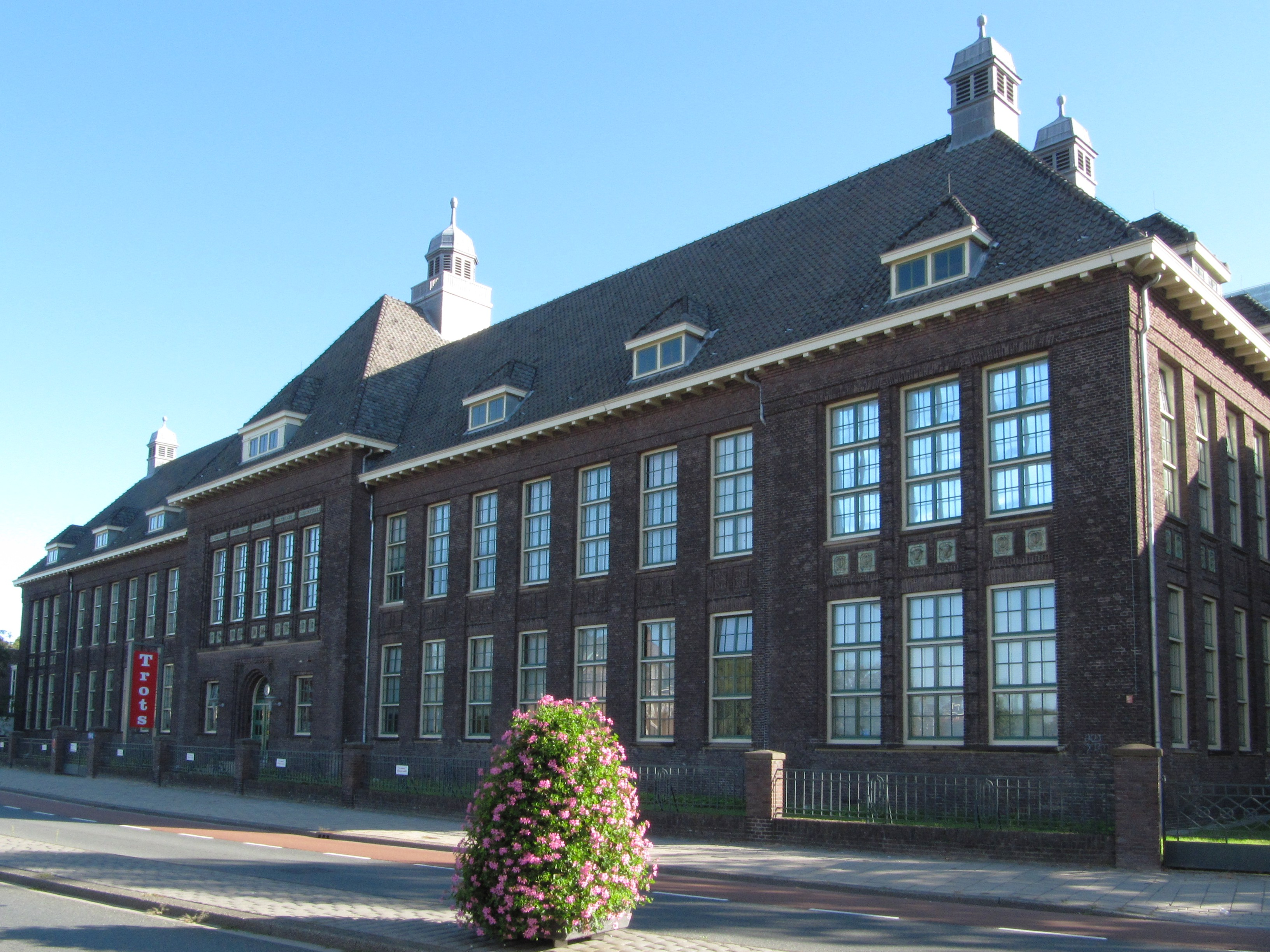
Gebouw van voormalige Textielschool in Enschede

De Maere speelde een belangrijke rol bij de verbetering van de werkomstandigheden en de scholing binnen de textielindustrie in Nederland. Samen met het stadsbestuur stichtte hij al in 1833 de eerste weefschool van Enschede. Op deze school kregen 25 leerlingen in de leeftijd van 9 tot 15 jaar de gelegenheid het vak te leren. Uit de Nederlandse School voor Nijverheid kwam in 1909 de Handel en Textielschool voort. Deze  werd in 1918 na een aantal voorlopers gevolgd door de Hogere Textielschool. Op 12 september 1922 in gebruik genomen op een andere locatie kreeg deze de naam Hogere Textiel School De Maere.
Het ontwerp van De Maere wordt over het algemeen toegeschreven aan Willem Karel de Wijs (1884-1964), aanhanger van de Amsterdamse School en directeur van Gemeentewerken in Enschede. In die functie werd hij echter in 1916 opgevolgd door Ir. Herman Gerard Mos (1875-1945) die daar tot 1934 werkzaam was. De Maere is hoogstwaarschijnlijk in eigen beheer gebouwd door Mos.

## Familie
Charles Louis was gehuwd met Cecile Van Remoortere (1802-1883), dochter van de textielindustrieel en senator baron Van Remoortere de Naeyer. Zij hadden vijf kinderen:
- Caroline de Maere (1824-1890), trouwde in 1842 in Enschede met baron Albert de Vivario de Ramezée (1810-1903).
- Emile de Maere (1825-1898).
- August de Maere (1826-1900).
- Adolphe de Maere (Sint-Niklaas, 1831 - Zwolle, 1860), marineofficier in dienst van het Verenigd Koninkrijk der Nederlanden, opteerde na 1830 voor de Nederlandse nationaliteit. Hij trouwde in 1856 in Zwolle met Jeanne van Sonsbeeck, dochter van de minister van Buitenlandse Zaken Herman van Sonsbeeck.
- Caroline de Maere (Gent, 1835 - Blankenberge, 1913), trouwde in 1858 met Jules Barbaix.

## Publicaties
Op de naam van Charles de Maere staan talrijke, alle in Gent gedrukte liederen en koorwerken, die vele jaren op het repertoire van de amateurkoren stonden.